# 正義の天秤
『正義の天秤』（せいぎのてんびん）は、大門剛明による日本の小説。2015年8月5日に『JUSTICE』（ジャスティス）のタイトルでKADOKAWAより刊行された。文庫版がリリースされた際に『正義の天秤』に改題されている。
2020年8月25日には、続編となる『正義の天秤 アイギスの盾』が角川文庫より刊行された。
2021年にNHK総合の「土曜ドラマ」枠においてテレビドラマ化された。2023年には続編が放送された。

## 登場人物
師団坂法律事務所の刑事部門担当「ルーム1」の弁護士たち
鷹野和也
「元外科医」の肩書を持つ弁護士。
佐伯芽依
事務所創設者の娘。新米弁護士。
杉村徹平
「元ニート」のゲームオタクの弁護士。
桐生雪彦
「元裁判官」の弁護士。頭脳明晰、容姿端麗。
梅津清十郎
「元刑事」の弁護士。60歳過ぎの人情派。

## 書誌情報
- JUSTICE（2015年8月5日、KADOKAWA、ISBN 978-4-04-103247-3）
  - 正義の天秤（2020年3月24日、角川文庫、ISBN 978-4-04-109197-5）
- 正義の天秤 アイギスの盾（2020年8月25日、角川文庫、ISBN 978-4-04-109198-2）

## テレビドラマ
2021年9月25日から10月23日まで、NHK総合の「土曜ドラマ」枠で放送された。主演は本作がNHKのドラマ初主演となる亀梨和也。
2023年5月6日から6月3日まで、同局にて出演者が続投する形でSeason2を放送された。
本稿では便宜上、第1作をS1、Season2をS2の略称で表記する。

### あらすじ（テレビドラマ）
医師から転職した天才弁護士が、冤罪の悲劇に苦しみながら、戦力外チームを率いて数々の難事件の真相を暴き、事件に関わる人々の魂を救う。

### キャスト

#### 師団坂法律事務所

##### ルーム1の弁護士たち
刑事部門担当の精鋭。
鷹野和也（たかの かずや）
演 - 亀梨和也
「元外科医」の肩書を持つ弁護士。徹底した合理主義者で、天才的な思考力と推理力を持っている。師団坂法律事務所の創業者で“カリスマ弁護士”と呼ばれた佐伯真樹夫が急逝し、事務所立て直しのために真樹夫の娘で新人弁護士の佐伯芽衣が事務所に“助っ人”として呼び寄せた。
佐伯芽依（さえき めい）
演 - 奈緒（S1 6歳時：松岡夏輝 / S2 幼児期：稲津星椛、幼少期：髙取青依良）
新人弁護士。佐伯真樹夫のひとり娘。
杉村徹平（すぎむら てっぺい）
演 - 北山宏光
「元ニート」のゲームオタクの弁護士。
桐生実雪（きりゅう みゆき）
演 - 大政絢
「元裁判官」のプライドの高い弁護士。
梅津清十郎（うめつ せいじゅうろう）
演 - 佐戸井けん太
「元刑事」の人情派弁護士。妻に先立たれ1人娘にも逃げられている。

##### その他の弁護士ほか
西園寺清隆
演 - 竹中直人
企業法務担当の弁護士。鷹野の登場を面白くないと感じている。
佐伯真樹夫
演 - 中村雅俊
芽依の父。師団坂法律事務所の創始者。鷹野の師のような存在。故人。
氏家保志
演 - 佐藤誓
師団坂法律事務所の事務員。
中川綾女
演 - 小林万里子
師団坂法律事務所の事務員。相撲が大好き。

#### 鷹野の関係者
雨宮久美子
演 - 大島優子
鷹野の恋人。真樹夫に父親の冤罪を晴らしてもらい、彼に憧れ弁護士になる。その後、とある冤罪事件の独自調査を行っていたが、8年前、何者かに襲われて以来、意識はあるものの自分の意思で動くことも喋ることもできない状態（遷延性意識障害）になる。S2途中に長野脳神経外科病院に転院している。
一ノ瀬眞人
演 - 萩原聖人
東京地検のエリート検事。裁判で鷹野と敵対する。
冨野静子
演 - 山口智子
東京都北区・師団坂付近にある師団坂教会の牧師。眼鏡をかけた穏やかな女性。
鷹野の相談に乗るなど、彼を陰で支えている。

#### その他
西園寺咲良（さいおんじ さくら）
演 - 大原櫻子（S2）
中華料理店のウェイトレス。ゲームが大好きな元引きこもり。西園寺清隆の娘。

#### ゲスト

##### S1
第1回
保坂修
演 - 筧利夫
釣りボート店のアルバイト店員。釣り客で大手飲食チェーン社長の倉橋龍一郎を溺死させた罪に問われる。
三村裕國
演 - 螢雪次朗
「ノアフーズ」の親会社である三村ホールディングス会長。西園寺と小中高の同級生。
倉橋龍一郎
演 - 宮田博一
大手飲食チェーン「NOAフーズ」社長。保坂に溺死させられたとされた。
栗山伸明、栗山頼子、栗山登志夫
演 - 内藤トモヤ、高井純子、影山徹
遊覧船で事件を目撃した一家。夫婦で証言が食い違うが、息子は動画を撮影していた。
立花隆介、宮水萌
演 - 稲垣政成、篠原栞那
遊覧船で事件を目撃したコスプレカップルの大学生。アニメ「地球防衛隊 デスペラード イ・ラ・エストレヤ」の聖地巡礼をしていた。
保坂輝
演 - 合田篤慶
保坂修の息子。「ノアフーズ」の居酒屋に就職3ヵ月後に過労で自殺。かつて鷹野が心臓の手術をした患者でもあった。
師団坂法律事務所のパートナー
演 - 大西多摩恵、篠塚勝、中田春介
パートナー会議で業績の悪いルーム1について芽依を糾弾する。
依頼人
演 - 三田村賢二
佐伯弁護士が引き受けてくれると聞いて喜んでいたところ、真樹夫ではなく芽依が出て来たので依頼すること自体を断る。
裁判長
演 - ノモガクジ（第4回・S2第1回）
保坂修の裁判の裁判長。
西園寺の秘書
演 - 山内優花

第2回
楠田隼人
演 - 笠松将
6年前の自身の傷害事件を担当した裁判員である山内愛理沙を殺害した罪に問われる。
山内愛理沙
演 - 森迫永依
6年前の傷害事件の裁判員。裁判の顛末を綴ったブログ記事を見た楠田に殺害されたとされる。
楠田悠美
演 - 吉谷彩子
隼人の妹。師団坂法律事務所に兄の弁護を依頼する。
馬場耀太
演 - 永岡卓也
愛理沙と交際していたとされる人物。殺された上田翼の親友で野球ではバッテリーを組んでいた。
山内流美子
演 - 筒井真理子
愛理沙の母親。スナック「RUMI」を経営している。
宮本恵美子
演 - 阿南敦子
愛理沙の勤務先である介護施設の同僚。
野球部監督
演 - 上杉陽一
ショートを褒めた鷹野をプロのスカウトと間違える。
カフェ店員
演 - 草野イニ
男と一緒の愛理沙がノートパソコンの充電を頼んだことを憶えていた。
裁判長
演 - 神崎孝一郎
隼人の裁判の裁判長。
リポーター
演 - 吹越ともみ
『MORNING NEWS』のリポーター。愛理沙の遺体が発見されたニュースを現場から伝える。
上田翼
演 - 丹羽達也
6年前に隼人が犯したとされる傷害致死事件の被害者。野球ではエースで4番だった。
今井
演 - 門田宗大
6年前の事件の目撃者。現場に女性がいたと証言していた。
カフェ店員
演 - 増本尚、細川唯
愛理沙のブログ「～アリサの★辛口★スイーツ日記～」で紹介されていたカフェの店員。芽依に聞き込みされる。

第3回
長谷川政尚
演 - 高橋克実（第4回・第5回）
前橋地検の検事。高崎の銀行で起きた強盗殺人事件の主任検事。“ミスター検察”と呼ばれるほど厳格。
久美子が調べていた安倍川事件にも関わっていた。
中江雄聖
演 - 須賀健太
銀行を襲撃した強盗殺人事件の被告。
望月千鶴
演 - 中上サツキ
前橋地検の長谷川検事の検察事務官。
師岡淳治
演 - 岩永ひひお
銀行強盗殺人事件の主犯。現金6500万円を強奪し、支店長と事務員の一人を射殺して逃走したが警察に追われて交通事故死した。
西牧信彦
演 - 森本のぶ（第4回）
一ノ瀬眞人検事の事務官。
本田航
演 - 長島慎治
幼児誘拐犯。16年前、中江雄聖が中学生の時に通っていた塾の講師。
救急患者
演 - 吉田幸矢
久美子が道で救護した老女。緊急手術を担当した鷹野とそれで出会った。
刑事
演 - 渡辺慎一郎、別紙慶一
久美子の事件について鷹野を取り調べる刑事。
夏美
演 - 亀田真央
本田航が犯した幼女誘拐殺人事件の被害者。
支店長
演 - 吉野健夫
師岡淳治に殺害された銀行の支店長。

第4回
宮地幹雄
演 - 吹越満
殺人事件の被告。娘が殺されており、その復讐で犯人を殺害した罪に問われる。
芽依と実雪が裁判で弁護を担当する。
木村秀幸
演 - 火野正平
殺人罪で無期懲役に処され、現在控訴中の被告。静岡拘置所にいる。
安倍川事件の鍵を握る人物とされており、鷹野が接見する。
宮地灯里
演 - さかたりさ
殺人事件の原因となったリベンジポルノの被害者。松田晴登と交際しており、リベンジポルノを受けて揉め、殺害されたとみられていた。
江尻憲次
演 - 津嘉山正種
江尻法律事務所の所長。久美子が以前、この事務所で勤めていた。
松田晴登
演 - 上野凱
殺人事件の被害者。勤め先の鉄工所で幹雄に殺害される。
4年前に幹雄の娘・灯里を殺害した。
松田信彦
演 - 井上肇
晴登の父親。
渋川孔太
演 - 楽駆
晴登の「西多摩鉄工所」での同僚。殺人事件の第一発見者。
看護師
演 - 金沢雅美
久美子が入院する「むさしのナーシングビレッジ」の看護師。巡回中に不審者を発見する。
記者
演 - 寺田ムロラン、島村みやこ
宮地幹雄の裁判の取材で師団坂法律事務所のあるSHIDANZAKA BUILDING前で待ち構える記者たち。
オルガン奏者
演 - 室住素子（S2第1回）
師団坂教会のオルガン奏者。

最終回
南野一翔 / 木村英之
演 - 千葉雄大（少年期：大石稜久）（S2第1回・最終回）
少女誘拐殺人事件の被告。久美子を殺害しようとして襲撃したことを鷹野の前で供述する。
又吉学
演 - バッドナイス常田（第4回写真出演）
安倍川事件（四方田一家殺人事件）の被告。死刑囚。
山下楓
演 - 山田キヌヲ
少女誘拐殺人事件の被害者（山下椿/13歳）の母親。裁判で被告人に対し死刑を望むと述べる。
四方田初彦、四方田よし子、四方田己奈
演 - 小磯総一朗、深澤しほ、田中乃愛
静岡一家殺害事件の被害者。
山下椿
演 - 海老名瑠花
誘拐殺人事件の被害者。
山下
演 - 竹内和彦
山下椿誘拐殺人事件の遺族。
裁判長
演 - 三上市朗
南野一翔の裁判の裁判長。

##### S2
第1回
出口聖大
演 - 駿河太郎
桐生が判事時代に無期懲役の判決を下した被告人。
初老の男
演 - 螢雪次朗
桐生の夢に出てきた死刑囚の父。
篠田
演 - キンタカオ
出口が事件当時働いていた専売所「篠田新聞店」の所長。
田代真菜
演 - 高崎かなみ
出口が殺したとされる被害者。
水無瀬弓花
演 - 湯川ひな
真菜の大学の友人。
出口里美
演 - 宮崎美子
出口の母。
第2回
泉駿介
演 - 矢野聖人
覚醒剤所持で逮捕・起訴された人気俳優。
山本尚親
演 - 田中要次
泉を検挙した交番警官。警部補。薬物常習者の運転する車に妻が跳ねられ死亡した過去がある。
細川未央
演 - 山本千尋
山本の同僚警官。
岩城忠直
演 - 飯田基祐
泉の裁判の担当検事。
阿部透真
演 - 中山孟
泉の高校時代からの友人。薬物常習の再犯を疑われ警察にマークされていたが、1か月前に転落死した。
裁判長
演 - 小山萌子
泉の裁判の裁判長。
女性
演 - 野々目良子
山本のおかげでペットが見つかり、交番にお礼に来た女性。
記者
演 - 野村知広、内海香織、池田恵子
泉の事件の件で師団坂法律事務所をマークする記者たち。
優希
演 - 大木優希
鷹野と芽依が通うバッティングセンターの係員。
店主
演 - 王霄峰
西園寺咲良が昼間に働く中華料理店の店主。
店員
演 - Marin、AKO
コンビニ「Time Every」の店員。泉駿介と共にダンスを踊る。
第3回
河本三津子
演 - 富田靖子
ホーム転落事件の被害者・河本咲都子の母。
萩野正治
演 - やついいちろう
ホーム転落事件の被告人。駅のホームから被害者を突き落としたとされた。
河本咲都子
演 - 秋山ゆずき
ホーム転落事件の被害者。三津子の娘。写真が趣味。
3年前の強盗事件の日に公園のベンチで寝ている前田秋寿を目撃していた。
坂巻真吾
演 - 松田悟志
ホーム転落事件の担当検察官。
坂井格
演 - 菅原大吉
萩野正治と前田秋寿が4年一緒に働いていた「かげろう印刷」東金工場の社長。
前田秋寿
演 - 木村知貴
萩野正治の元同僚。3年前に「かげろう印刷」社長宅に強盗で押し入り、金庫を盗んだ罪で収監中に獄中死した。
前田克則、前田寿子
演 - 阿南健治、栗田よう子
前田秋寿の両親。
福井直美
演 - 佐藤京
ホーム転落事件の目撃者。公判の証人尋問で、「被告が突き落としたとは断言できない」と証言を翻す。
裁判長
演 - 宇納佑
ホーム転落事件の裁判長。
第4回
衛藤杏莉
演 - 酒井若菜
20年前、アルバイトで働いていたクリーニング店の店主殺害犯として当時刑事だった梅津に逮捕された人物。証拠不十分で無罪となる。現在はスーパー勤務。
池上倫子
演 - ふせえり
歩道橋から転落死した女性。20年前の「クリーニング店店主殺害事件」衛藤杏莉被告の裁判の情状証人。
日野勝次
演 - 泉谷しげる
池上倫子を転落死させた傷害致死の容疑で逮捕された人物。20年前の「クリーニング店店主殺害事件」の犯人の目撃者で遺体の第一発見者。
広田健三郎
演 - 麻倉卓也
20年前の「クリーニング店店主殺害事件」の被害者。
小原結愛
演 - 平澤宏々路
梅津清十郎の失踪した娘である亜矢子の娘。
有田唯義
演 - 中野順一朗
日野勝次が新たに被告となった「クリーニング店店主殺害事件」裁判の担当検察官。
梅津亜矢子
演 - 星野真里（若い頃：飛香まい）
梅津清十郎の20年前に失踪した娘。身に覚えのないクスリのパケを所持していたことを父に咎められていた。
裁判長
演 - 麻生絵里子
日野勝次が新たに被告となった「クリーニング店店主殺害事件」裁判の裁判長。
医師
演 - 上瀧昇一郎
梅津清十郎の主治医。初期の胃ガンであると告げる。
梅津
演 - 羽野敦子（写真出演）
梅津の亡き妻。
最終回
兵藤圭太〈32〉
演 - 落合モトキ
同じアパートに住む川島鉄二を殺害した容疑で逮捕起訴された男。容疑を頑なに否認している。
川島鉄二〈52〉
演 - 牧トオル
上記殺人事件の被害者。実は28年前に自身も覚醒剤乱用による殺人事件を起こし、刑期を終え出所したばかりだった。
稲森有依子
演 - 今泉舞
28年前に川島によって殺された女性。享年27。実は佐伯芽依の実母。
稲森有也
演 - 升毅
稲森有依子の兄。
原義男
演 - 田山涼成
NPO法人出所者支援センター「ともしび」代表。川島鉄二の保護司で遺体の第一発見者。
熊田春江
演 - 久保田磨希
稲森有也のアパートの隣人。事件当日の夜中の1時に誰かが稲森の部屋の外の庭をいじっているのを目撃していた。

### スタッフ
- 原作 - 大門剛明『正義の天秤』『正義の天秤 アイギスの盾』
- 脚本
  - S1 - 田辺満、井上季子、田中眞一[96]
  - S2 - 田辺満、井上季子[5]
- 音楽 - 河野伸[35][5]
- 演出 - 片岡敬司、二宮崇[96][5]
- 制作統括
  - S1 - 渋谷未来（The icon）、真鍋斎（NHKエンタープライズ）、岡本幸江（NHK）[35]
  - S2 - 渋谷未来（The icon）、真鍋斎（NHKエンタープライズ）、清水拓哉（NHK）[5]

### 放送日程
| 放送回 | 放送日         | ラテ欄                                   | 脚本     | 演出     |
| ------ | -------------- | ---------------------------------------- | -------- | -------- |
| 第1回  | 2021年09月25日 | 亀梨和也、NHKドラマ初主演                | 田辺満   | 片岡敬司 |
| 第2回  | 10月02日       | 元裁判員の殺人事件・真相に鷹野が迫る！   | 田辺満   | 片岡敬司 |
| 第3回  | 10月09日       | 天才弁護士対ミスター検察官               | 田中眞一 | 二宮崇   |
| 第4回  | 10月16日       | 師団坂法律事務所VS検察のエース！         | 田中眞一 | 二宮崇   |
| 最終回 | 10月23日       | 鷹野最後の法廷へ〜全ての真相が明らかに！ | 田辺満   | 二宮崇   |

| 放送回 | 放送日        | サブタイトル | ラテ欄 | 脚本            | 演出     |
| ------ | ------------- | ------------ | ------ | --------------- | -------- |
| 第1回  | 2023年5月06日 |              |        | 田辺満          | 片岡敬司 |
| 第2回  | 5月13日       |              |        | 田辺満          | 片岡敬司 |
| 第3回  | 5月20日       |              |        | 田辺満 井上季子 | 二宮崇   |
| 第4回  | 5月27日       |              |        | 田辺満          | 二宮崇   |
| 最終回 | 6月03日       |              |        | 田辺満          | 片岡敬司 |

| NHK総合 土曜ドラマ                                          | NHK総合 土曜ドラマ                           | NHK総合 土曜ドラマ                                   |
| 前番組                                                      | 番組名                                       | 次番組                                               |
| ----------------------------------------------------------- | -------------------------------------------- | ---------------------------------------------------- |
| ひきこもり先生 （2021年6月12日 - 7月10日）                  | 正義の天秤 （2021年9月25日 - 10月23日）      | 風の向こうへ駆け抜けろ （2021年12月18日 - 12月25日） |
| 探偵ロマンス （2023年1月21日 - 2月11日） 【大阪放送局製作】 | 正義の天秤 Season2 （2023年5月6日 - 6月3日） | やさしい猫 （2023年6月24日 - 7月29日）               |